# Tegneserieskaber
En tegneserieskaber er en person som skaber tegneserier enten som manusforfatter, tegner eller et andet sted i processen som tuscher (rentegner) eller tekster (bogstavudformer).

## Kendte tegneserieskabere
- Albert Uderzo
- André Franquin
- Ann Nocenti
- Art Spiegelman
- Bill Everett
- Bill Finger
- Bob Kane
- Bud Grace
- B. Virtanen
- Carl Barks
- Charles M. Schulz
- Charlie Christensen
- Don Rosa
- Gary Larson
- Gene Colan
- Harvey Pekar
- Hergé
- Jeff Kinney
- Joe Simon
- Johan Wanloo
- John Buscema
- John McLusy
- Lars Jansson
- Mike Grell
- Morris
- Mort Walker
- Neil Gaiman
- Peter Madsen
- René Goscinny
- Richard F. Outcault
- Rodolphe Töpffer
- Roman Dirge
- Scott Adams
- Steve Ditko
- Steve Englehart
- Steve Gerber
- Tezuka Osamu
- Tove Jansson
- Vince Locke
- Walt Kelly
- Will Eisner

| Portal | Portal:litteratur |

| Taleboble | Spire Denne tegneserieartikel er en spire som bør udbygges. Du er velkommen til at hjælpe Wikipedia ved at udvide den. |